# Beauly
Beauly (gaèlic escocès: A' Mhanachainn) és una localitat de les Highland d'Escòcia. Es troba a les ribes del riu Beauly, a 8 km a l'oest d'Inverness per la línia de ferrocarril de l'Extrem Nord. Històricament, la ciutat es troba dins de la parròquia de Kilmorack del comtat d'Inverness.
La terra al voltant de Beauly és fèrtil. El blat de moro s'hi ha conreat extensament, i més recentment s'hi ha introduït el conreu de fruita amb èxit. Històricament el poble ha comerciat amb carbó, fusta, calç, gra i peix.

## Història

### Orígens

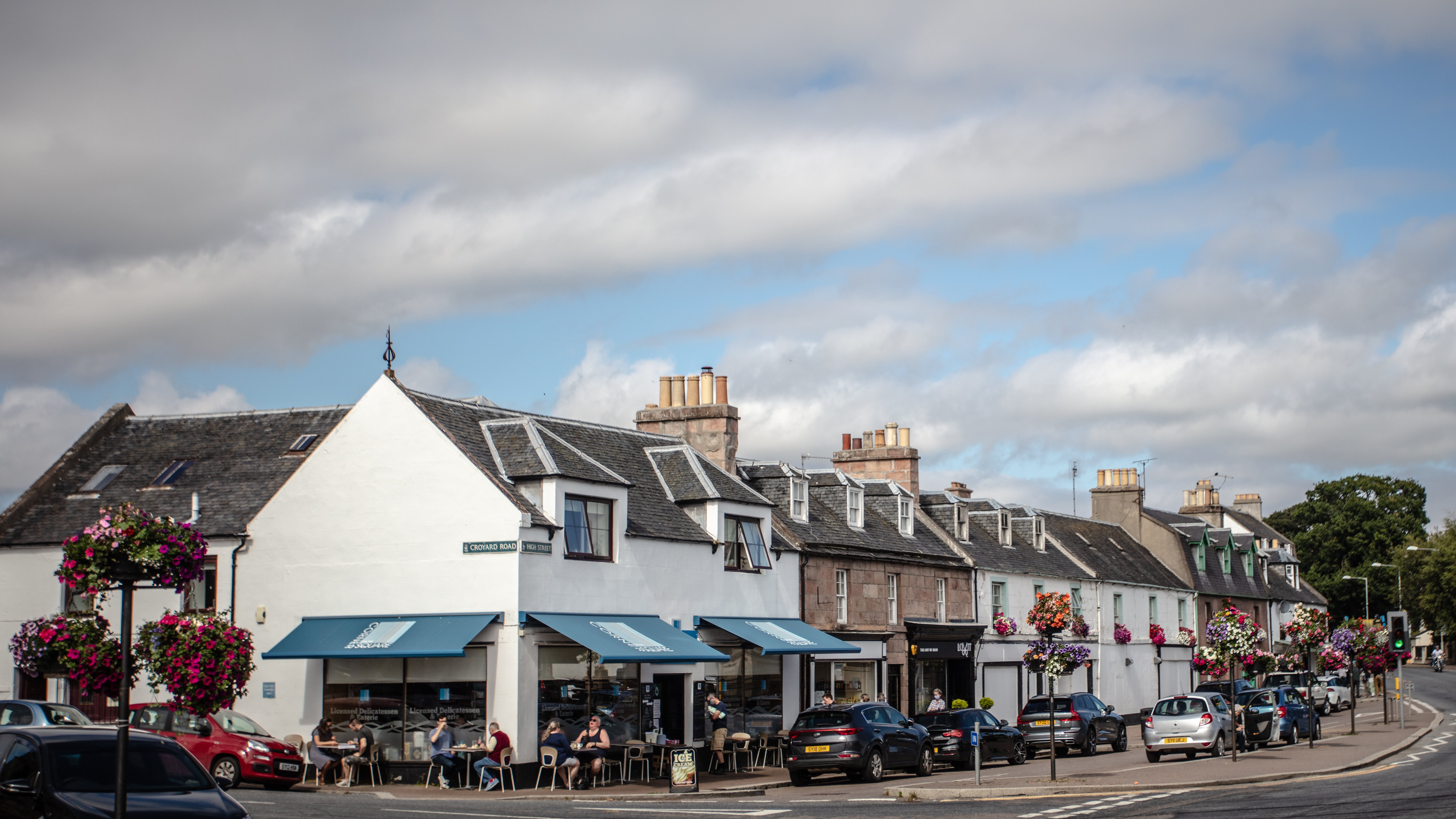
Carrers de Beauly.

Beauly apareix pel Priorat de Beauly, o l'Església Prioral de la Santíssima Verge i Joan Baptista, fundada el 1230 per John Byset de l'Aird, per als monjos valliscaulians. Després de la Reforma, els edificis (excepte l'església, avui en ruïnes) van passar a la possessió de Lord Lovat.
La tradició local diu que Maria d'Escòcia, una vegada va visitar el lloc i va exclamar: "Ç'est un beau lieu", d'on en va sorrtir el nom de Beauly. Probablement va ser l'any 1564 quan la reina Maria va visitar al Priorat de Beauly. Va sortir d'Edimburg el 22 i de Perth el 31 de juliol, i es va dirigir a Atholl per caçar; després va passar el Month a Badenoch, va arribar a Inverness, i d'Inverness a la Chanonry de Ross. Anant a Dingwall des d'Inverness, devia passar per Beauly; i se suposa que un matí lluminós d'agost de 1564 que va obrir la finestra de la casa del prior i, mirant els jardins, va elogiar la bellesa del lloc.
Beauly és també el lloc del castell de Lovat, que havia pertangut als Bisset, i que després Jaume VI va cedir a Hugh Fraser, 5è Lord Lovat. Posteriorment va ser demolit.

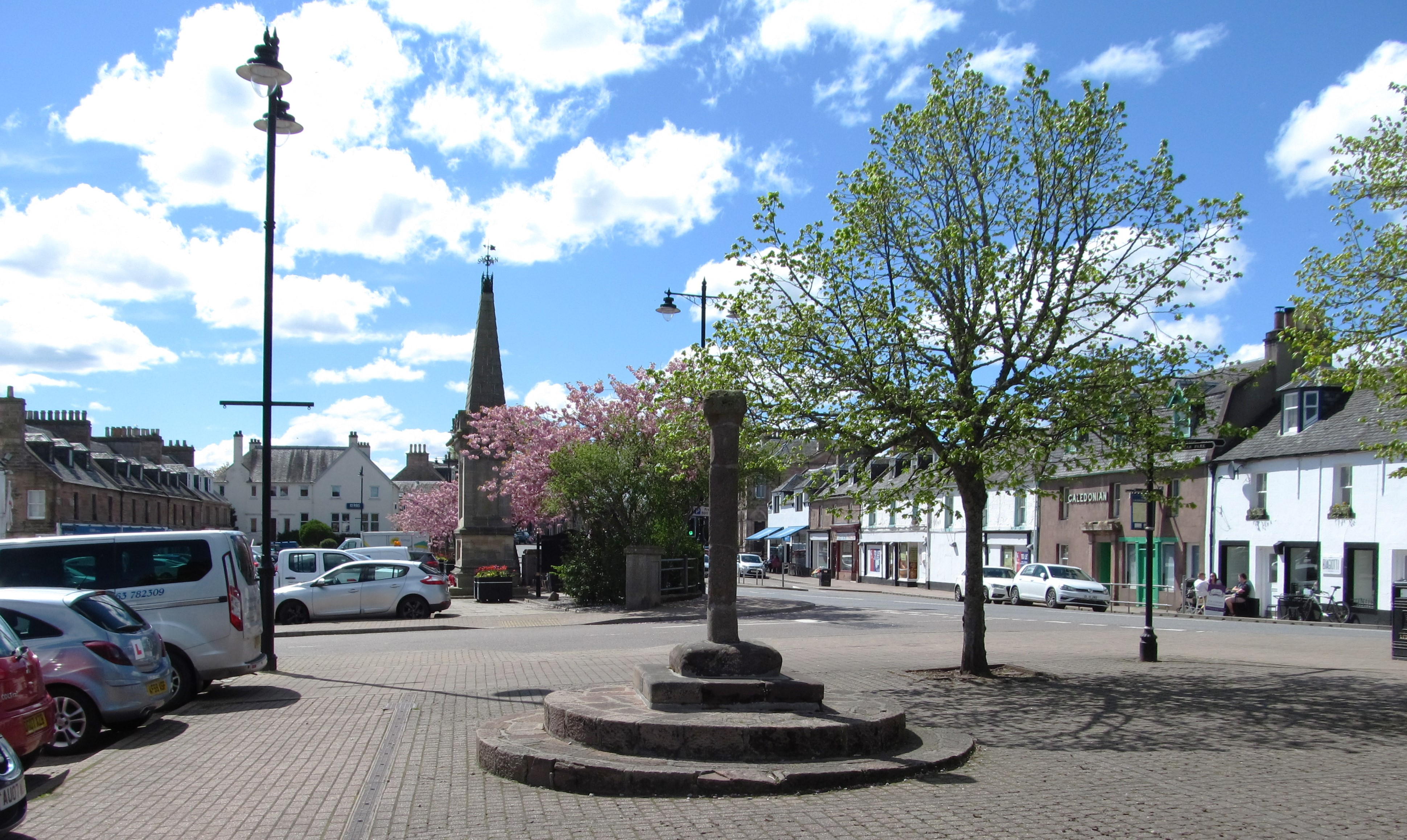
Carrer principal de Beauly.

La població de Beauly era de 855 habitants l'any 1901.

### Història recent
El 1994 Simon Fraser, 15è Lord Lovat, va vendre el castell de Beaufort a Ann Gloag (directora de l'empresa de transports Stagecoach Group) per pagar els deutes.
L'any 2002, l'estació de ferrocarril de Beauly, construïda el 1862 i tancada el 1960, va ser renovada i reoberta.
La població de Beauly era de 1.126 habitants el 1991, 1.283 el 2001 i 1.365 el 2011.

## Patrimoni

### Castell de Beaufort
A 5 km al sud de Beauly hi ha el castell de Beaufort. És la seu principal dels Lovat, una mansió moderna d'estil baronial escocès. Ocupa el lloc d'una antiga fortalesa erigida en temps d'Alexandre II, que va ser assetjada el 1303 per Eduard I. Aquesta primera fortalesa va ser substituïda per diversos castells al llarg dels anys. Un d'ells, el castell de Dounie, va ser atacat i cremat per les forces d'Oliver Cromwell el 1650 i arrasat de nou per l'exèrcit reial del príncep Guillem, duc de Cumberland, el 1746 durant l'aixecament jacobita. Simon Fraser, 11è Lord Lovat, va ser testimoni d'aquesta darrera conflagració del seu castell des d'un turó veí (va fugir i es va refugiar a les Highlands abans de la seva captura al llac Morar).

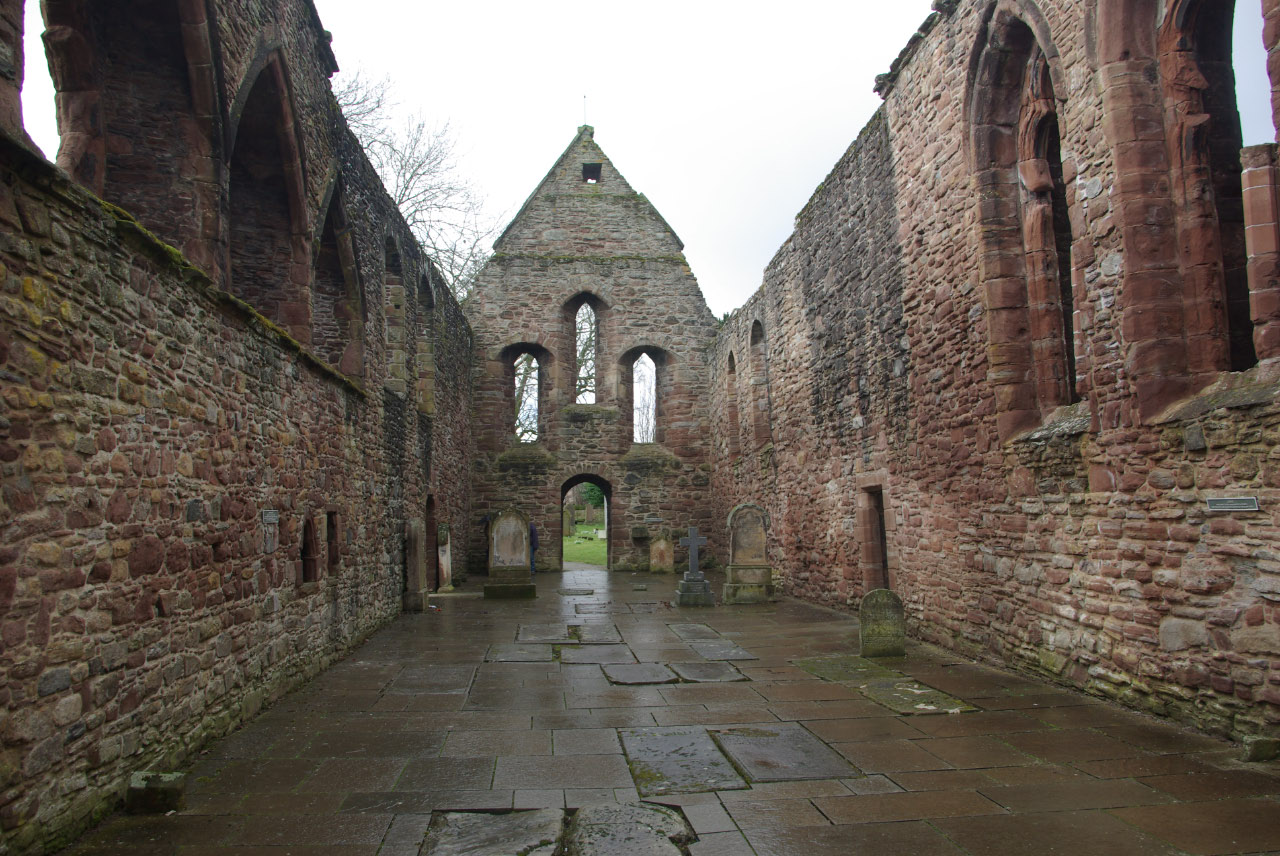
Runes del priorat.

### Priorat de Beauly
Les extenses ruïnes de l'església abacial del Priorat de Beauly, amb monuments funeraris (incloent-hi els de la família Mackenzie), estan gestionades per Historic Scotland.

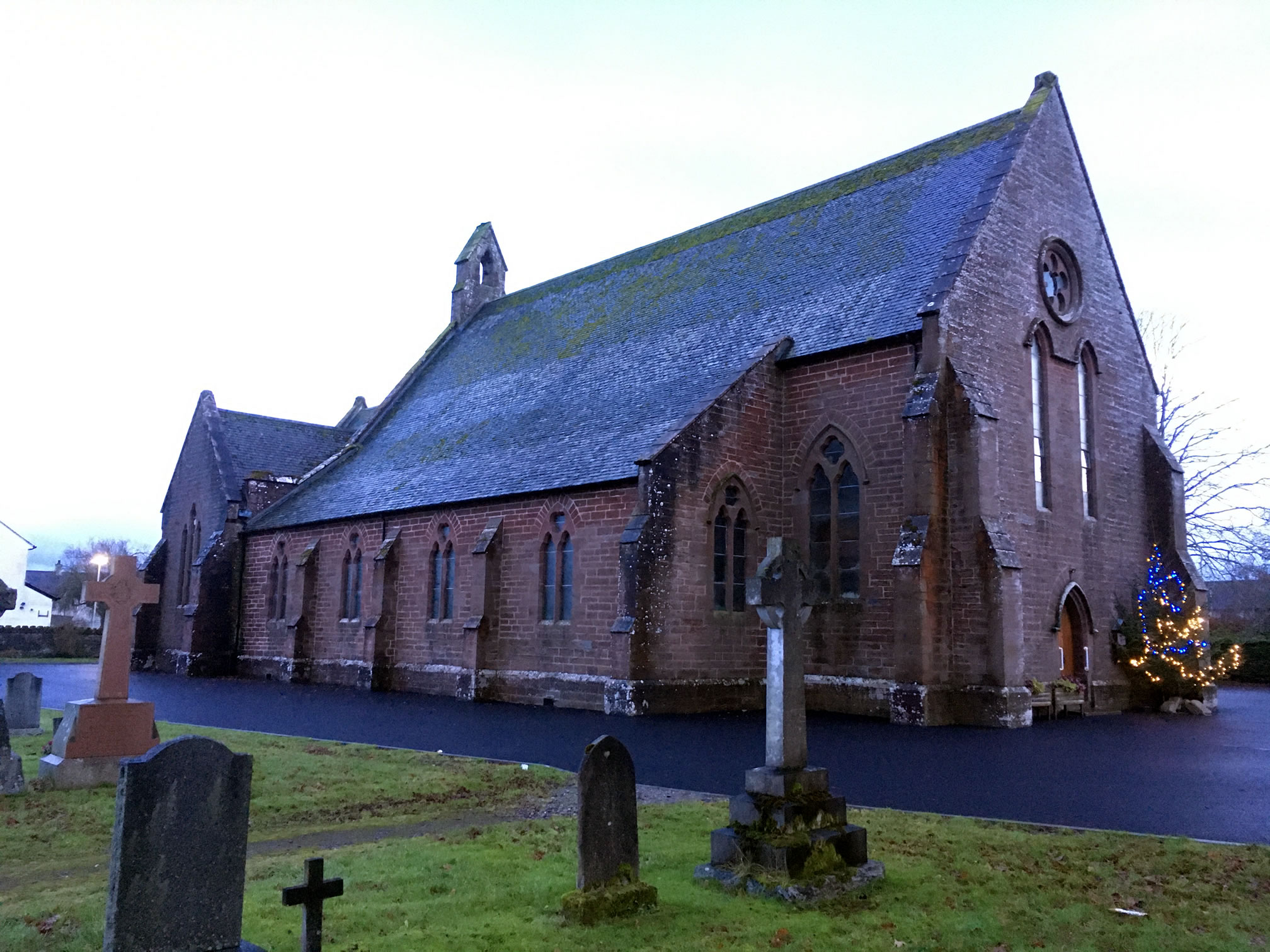
Santa Maria de Beauly.

### Esglésies
La gran església de gres vermell al límit nord del poble va ser dissenyada per l'arquitecte victorià Joseph Aloysius Hansom i finançada per Thomas, 12è Lord Fraser de Lovat. La nau, el presbiteri, el passadís nord i la casa contigua es van construir com a una unitat. Va obrir al culte el diumenge 13 de novembre de 1864. Va rebre el nom de Santa Maria i va ser la primera capella catòlica construïda a Beauly.